# MySmartPLAY智能手機應用程式
My Smart PLAY智能手機應用程式(英語：My Smart PLAY，全稱Smart Public Leisure Activities for You，又稱康體通），是一個2023年發佈，服務對象為香港市民，由康樂及文化事務署提供的電子服務平台。

## 用途
用戶通過流動應用程式、互聯網，設置查詢和預訂康體設施及報名參加康體活動。

## 版本歷史
2023年7月之前，智能康體服務預訂資訊系統前身為已投入服務逾20年「康體通」系統，
2023年7月3日，SmartPLAY第一版本發佈，讓市民實名登記，要求市民使用新系統預訂設施時，須簽署承諾不會轉讓場地等聲明，違者有可能需承擔法律責任。
2023年10月17日，康樂及文化事務署於《香港政府新聞公報》宣布，智能康體服務預訂資訊系統SmartPLAY，將沿用「康體通」中文名稱，於2023年11月9日上午七時正式啓用，取代現有Leisure Link系統。Leisure Link於2023年11月16日起停止運作。

## 外部連結
- 官方網站 （页面存档备份，存于）
- Google Play （页面存档备份，存于）
- 华为应用市场 （页面存档备份，存于）
- App Store